# 桃園捷運1000型電聯車
桃園捷運1000型電聯車是一款屬於桃園捷運機場線的直流電聯車，名為普通車（Commuter），採用第三軌供電方式推進，行駛於1,435毫米的標準軌。

## 概述
機場線所使用的車輛為動力分散式的高運量電聯車，採用第三軌供電，並全線使用鋼輪，行駛於1,435公釐之標準軌。電聯車廂每側配有三組由iFE公司製造的對開滑塞式車門，全列車為一組四輛編成。車廂總長約為82米，由4節車廂所構成，全為旅客車廂，採縱向式座位安排，故站立的空間較多，每節車廂計有188個座位，由佳豐機械設計工業製作，博愛座和普通座位相連接，以深紫色表示，每節車廂也設有行李架。
2018年7月1日，由於部分直達車延伸並增停高鐵桃園站及環北站，119編組改為直達車運用，為防止誤乘，於車門下方標示「本車為直達車」、「This is an Express Train」、「特急列車」、「직행열차」之防誤乘警示。
2022年6月，因應A21環北站至A22老街溪站間採用新型號誌系統（CBTC系統），因此20列普通車加裝德國西門子Trainguard MT CBTC通訊式列車控制信號系統以因應A22老街溪站通車目標，已於2022年11月全數加裝完畢，將成為國內鐵路首例一車型雙號誌列車。
2022年10月，119編組恢復以普通車身分營運，同時原定時刻表正式改為直達車（2000型）營運，並開放自行車乘車服務。

## 列車編組
| ←老街溪站方向台北車站方向→ |            |                  |            |            |                  |
| 車廂                       | 車廂       | 1                | 2          | 3          | 4                |
| 車輛編號                   | 車輛編號   | 11XX (DMC1)      | 12XX (MC1) | 13XX (MC2) | 14XX (DMC2)      |
| 機器配置                   | 機器配置   | VVVF             | VVVF       | VVVF       | VVVF             |
| 集電靴                     | 集電靴     | 有               | 有         | 有         | 有               |
| 車内設備                   | 車内設備   |                  |            | [ 註 1 ]   |                  |
| 長度（mm）                 | 長度（mm） | 20780            | 20250      | 20250      | 20780            |
| 重量（t）                  | 重量（t）  | 40               | 39         | 38         | 40               |
| 座位                       | 座位       | 44+4自行車停放處 | 47         | 50         | 44+4自行車停放處 |

| 老街溪號誌系統設備（標案編號：ME06A） - 駕駛控制台、控制台按鈕/開關面板、無線電天線、資料通訊系統、微型斷路器、車載通訊網路設備 - 11XX、14XX駕駛艙 - 車載控制單元與繼電器端子台固定板 - 12XX中壢端右側 - 車間電纜及支撐架 - 車廂連接處頂部 |
| 範例 - DMC - 駕駛動力車 - MC - 動力車 |
| 圖例 - ：自行車停放處（僅限1號車廂之1-1、1-2車門及4號車廂之4-2、4-3車門進出,兩端車廂各容納2輛自行車）。 - ：大型行李架 - ：Wi-Fi - ：AED - ：Q版紫嘯鶇親子友善車廂（僅限112編組當中的3號車廂）。                                           |

## 列車相片

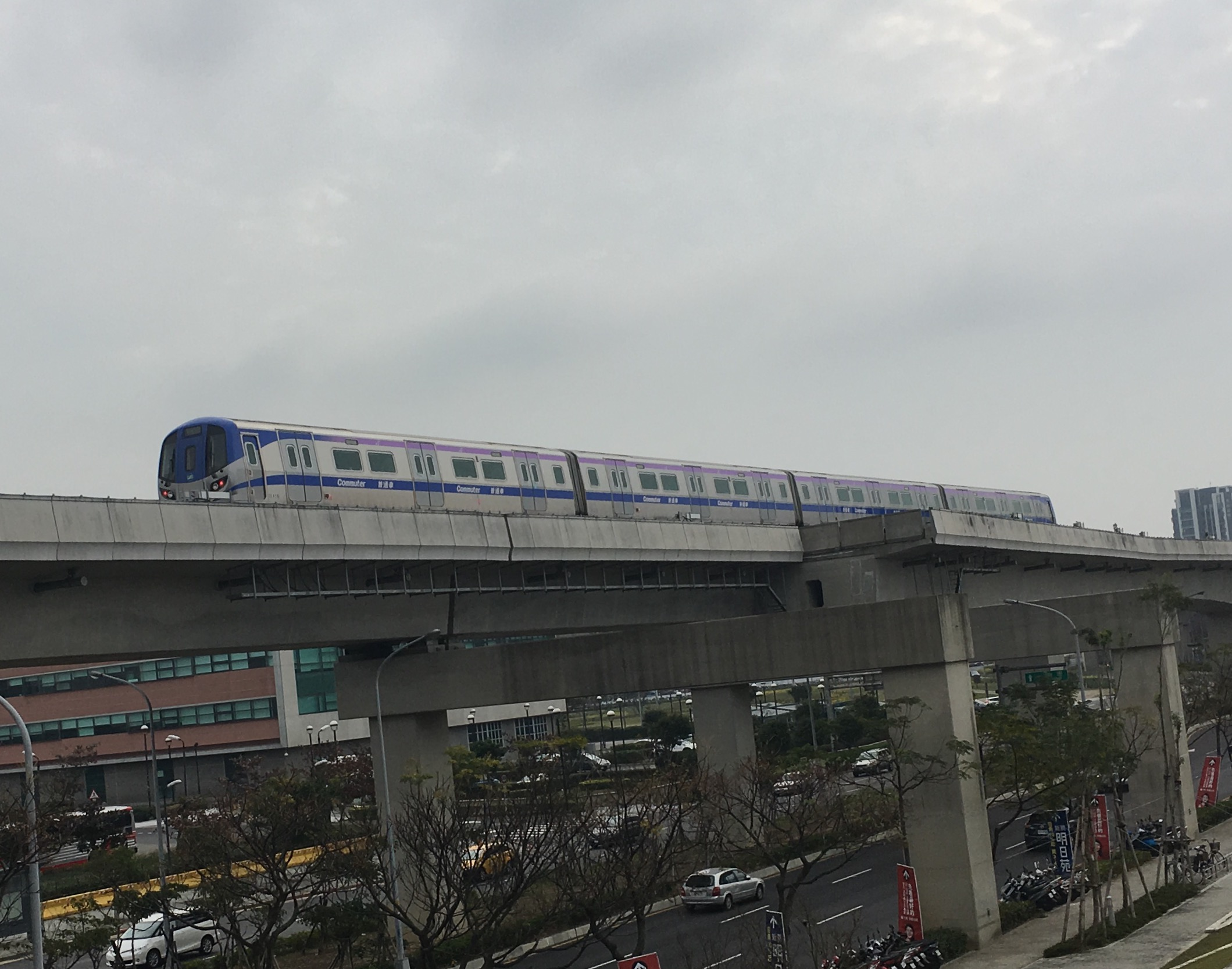
行駛中的桃園捷運普通車
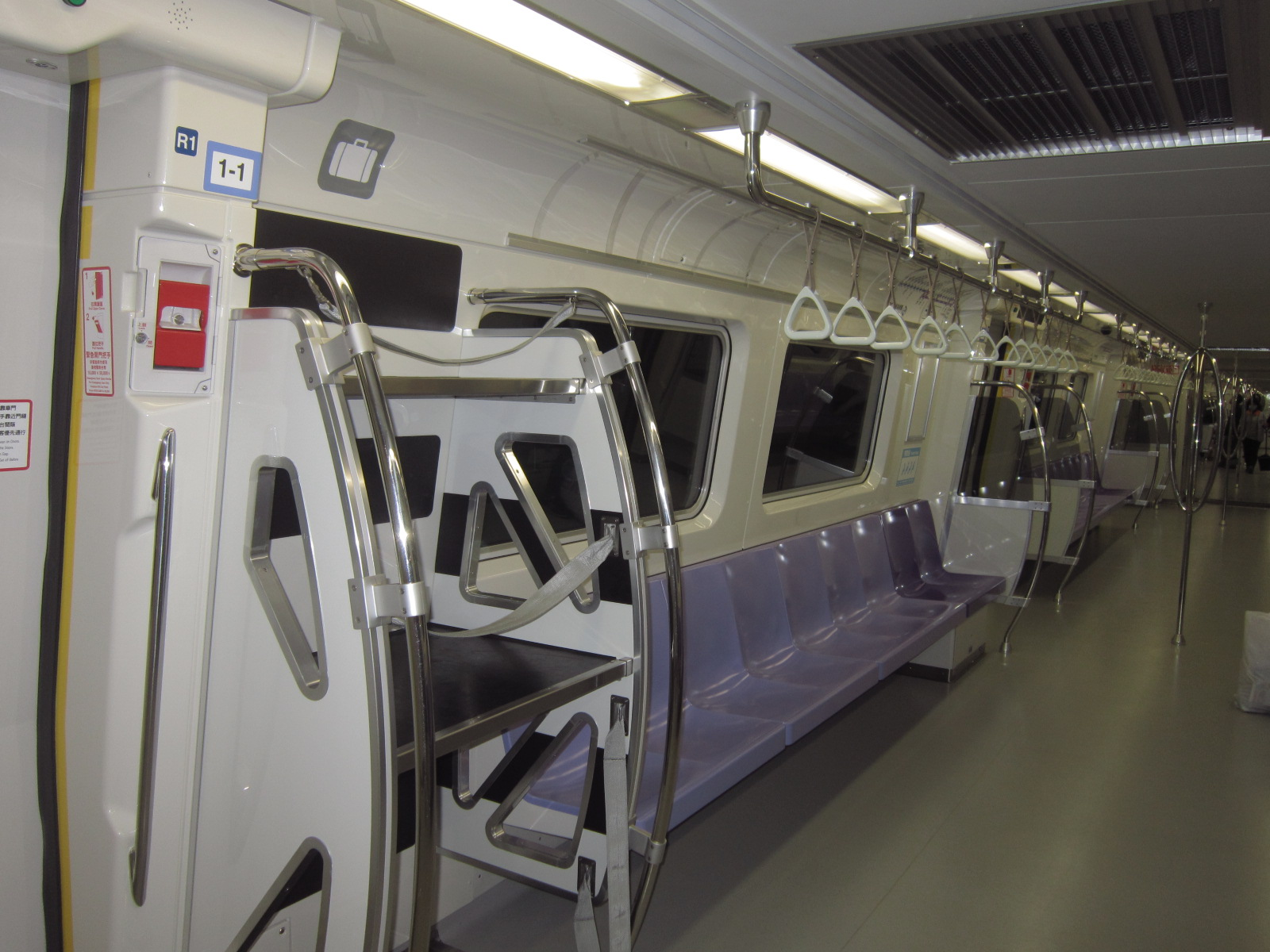
普通車座位及行李放置架
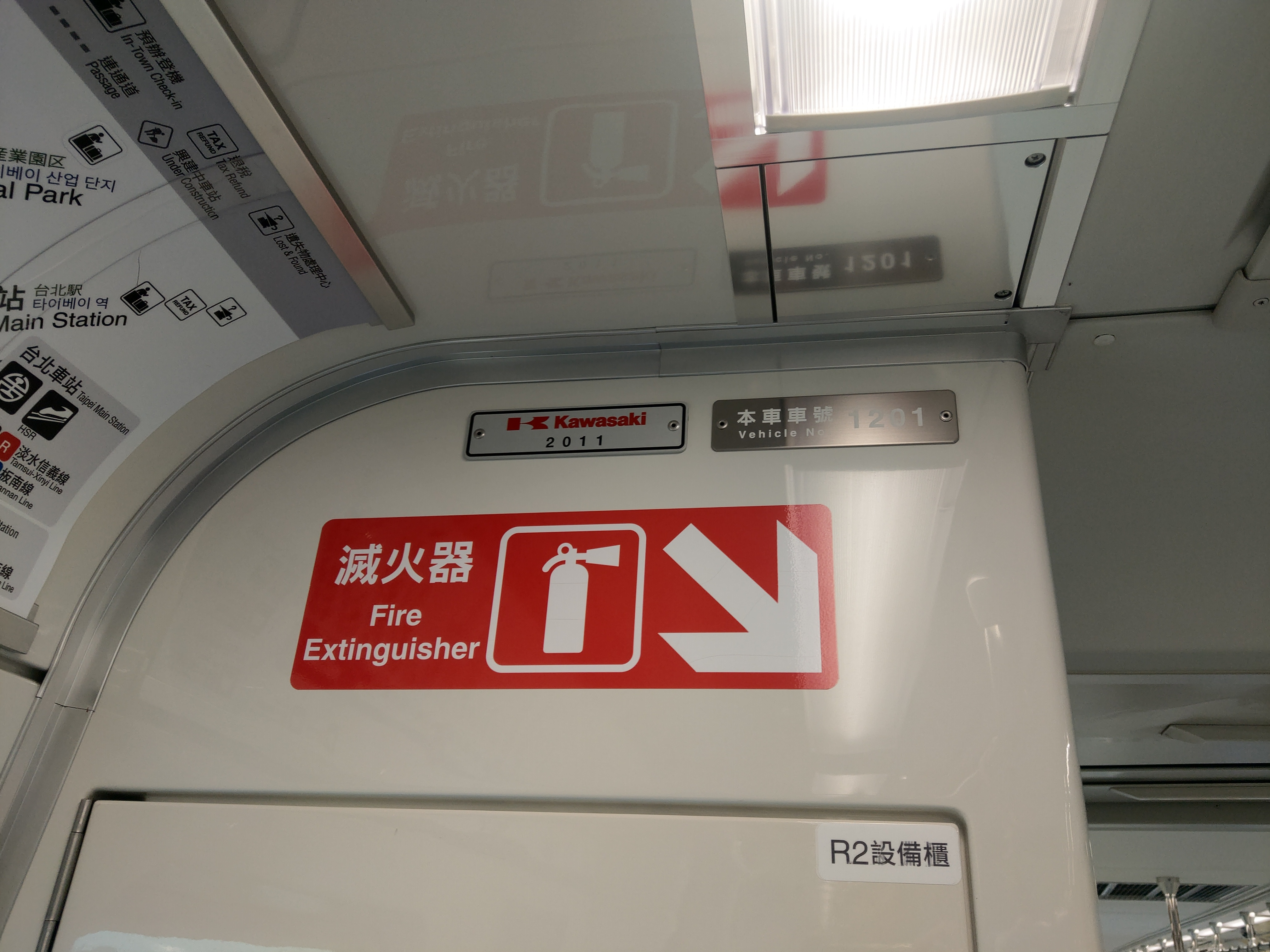
桃園捷運普通車由川崎重工製造的原型車，車廂內的銘版註記
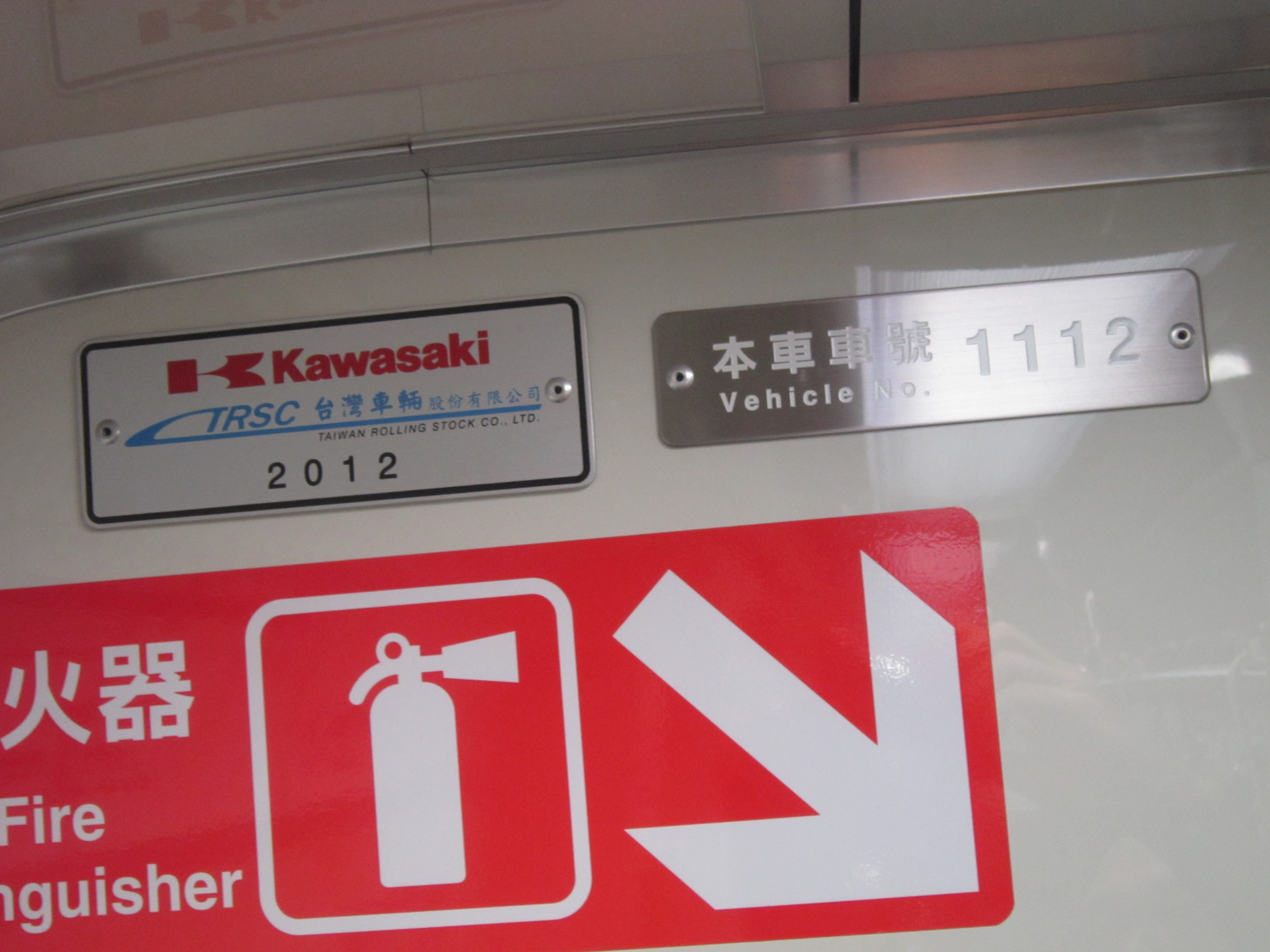
桃園捷運普通車由川崎重工委託台灣車輛製造，車廂內的銘版註記
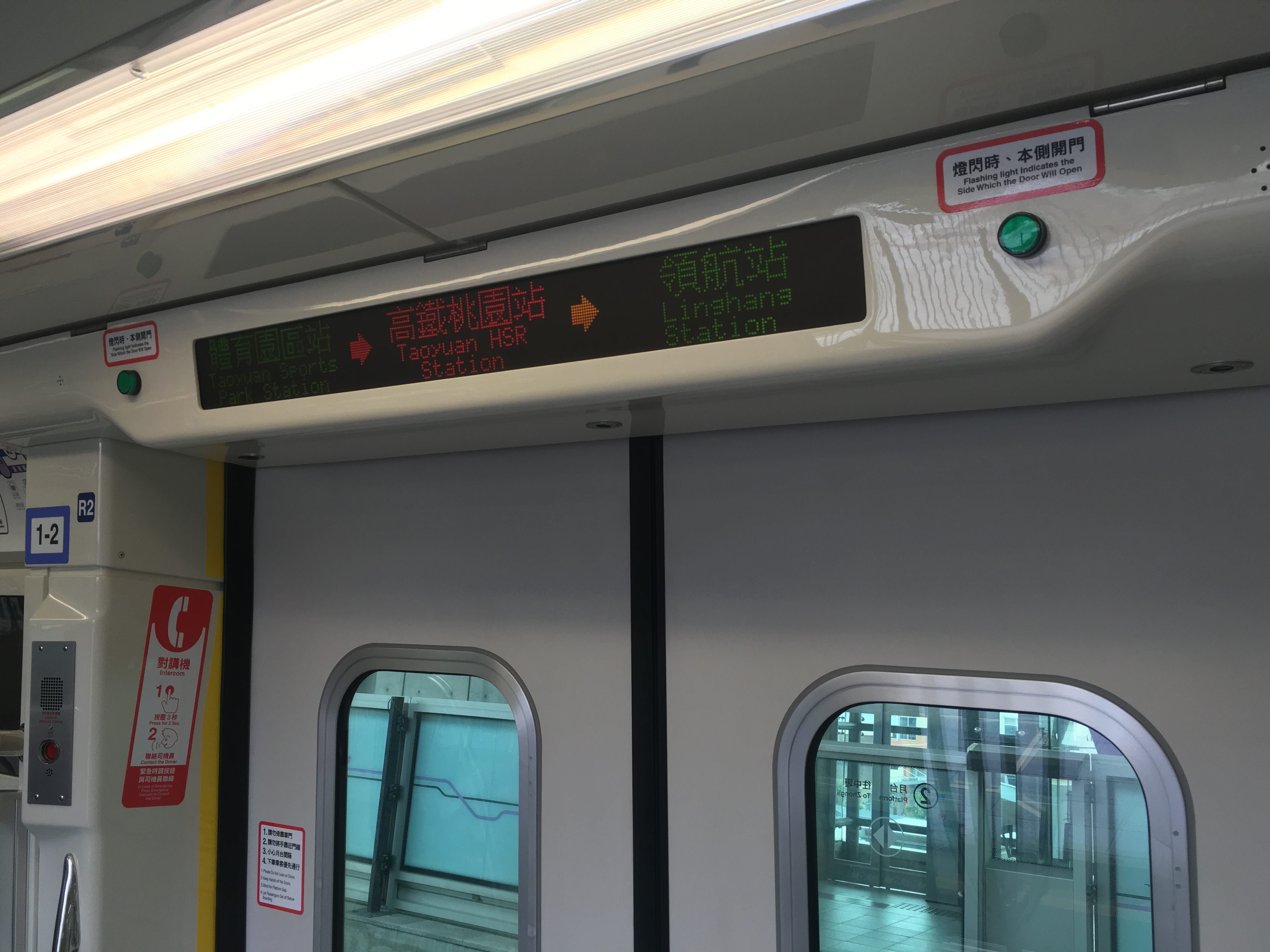
桃園捷運車內門上LED顯示幕
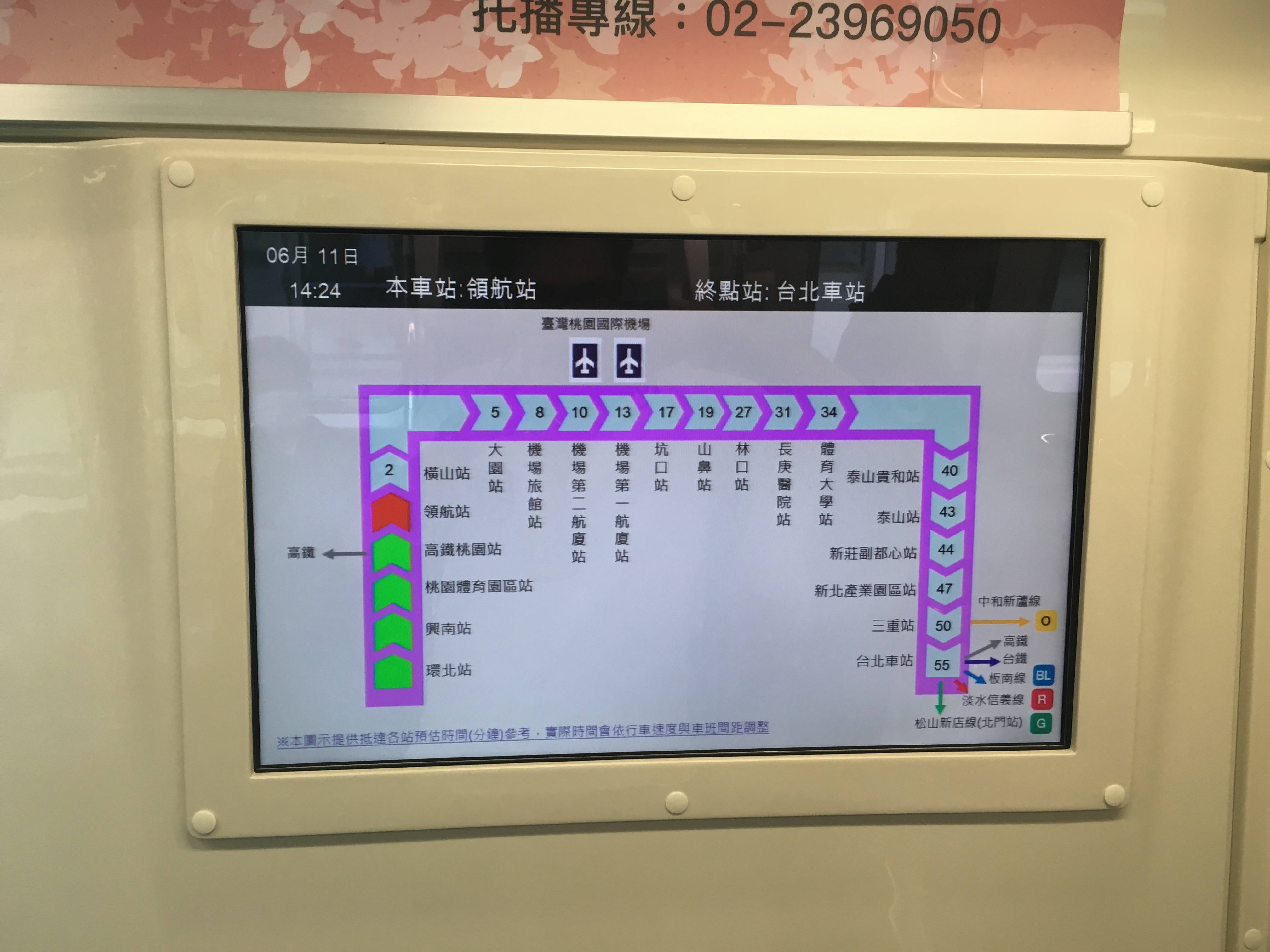
桃園捷運車廂內路線顯示面板
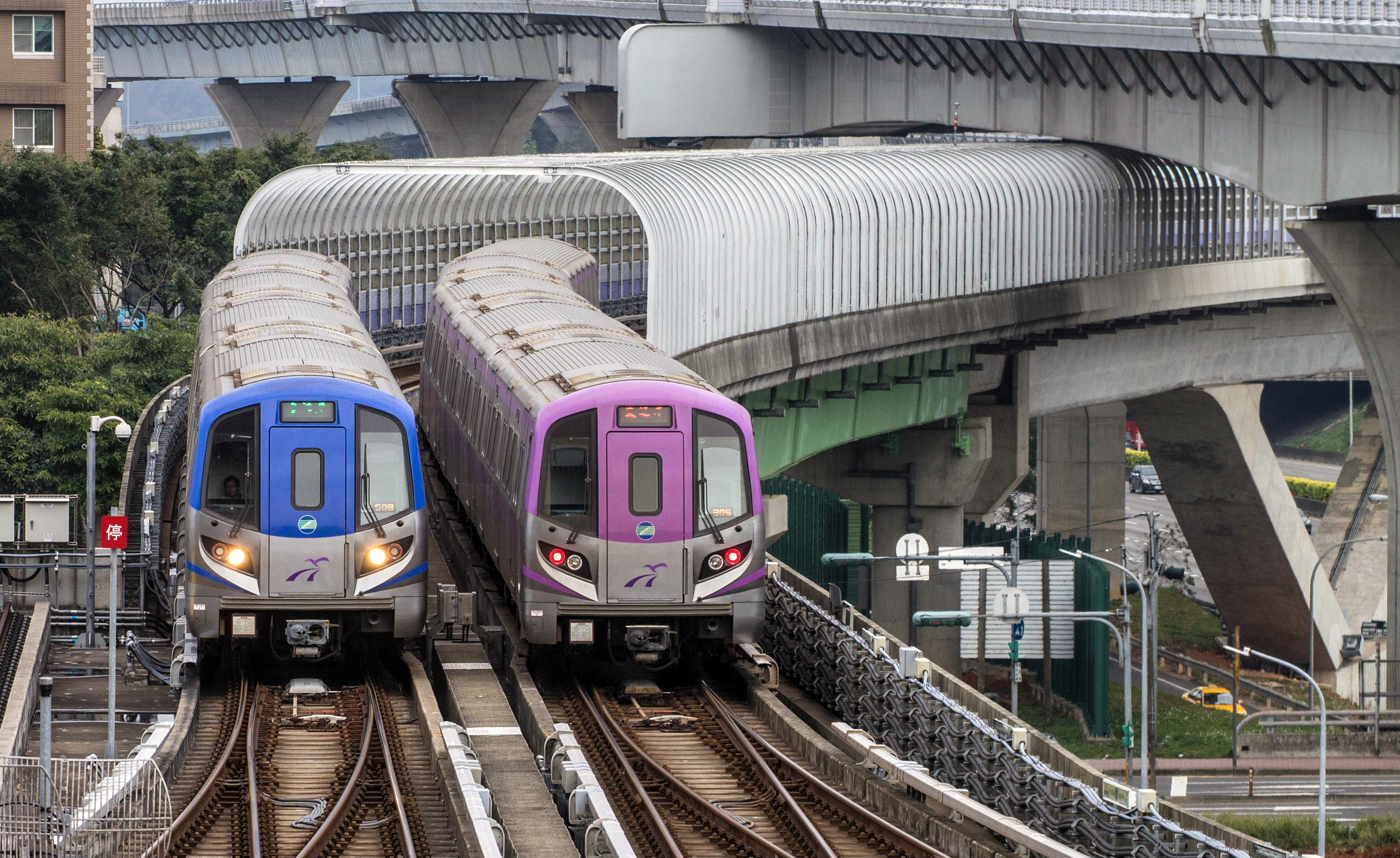
於林口站與直達車交會
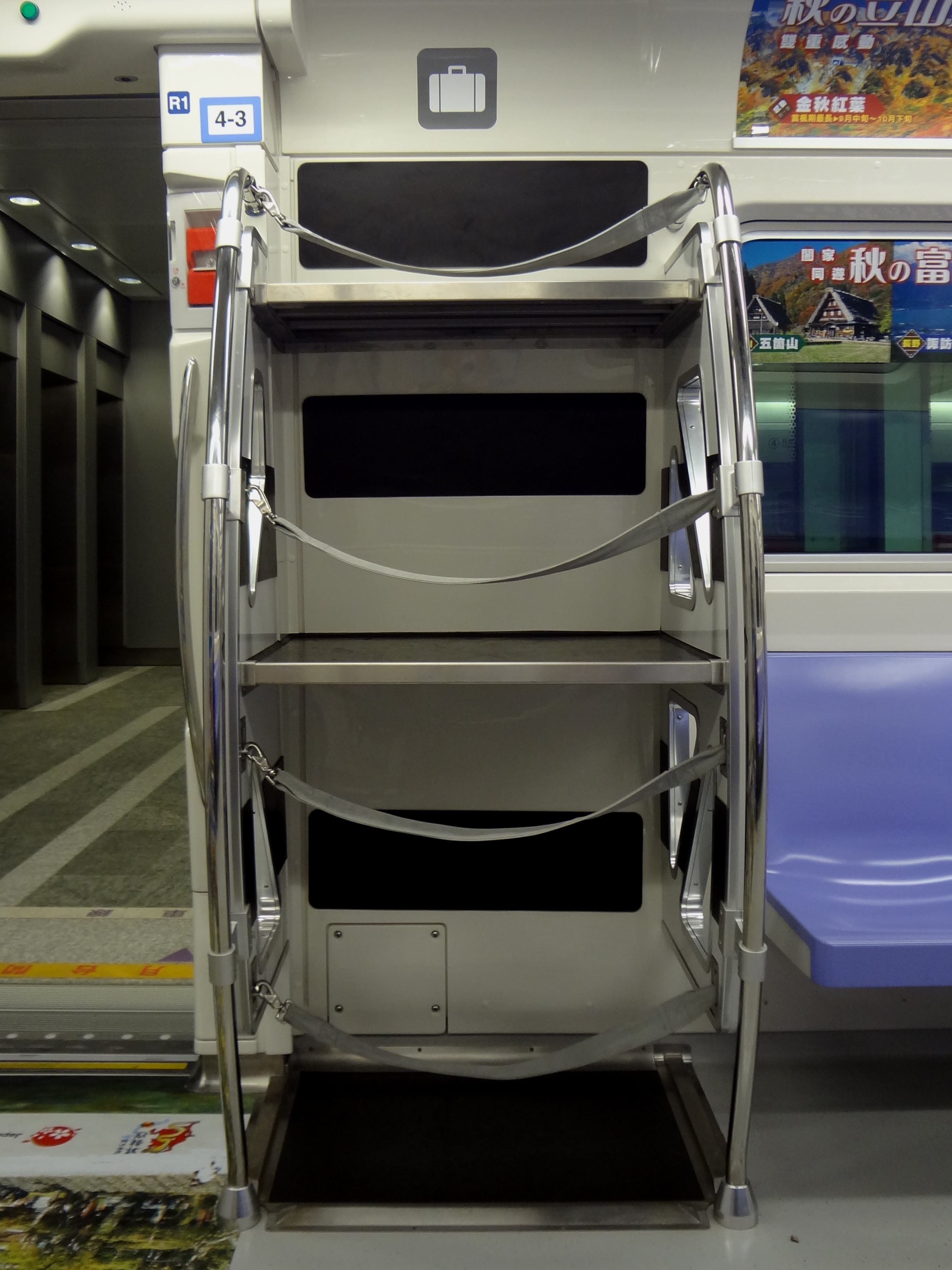
行李架
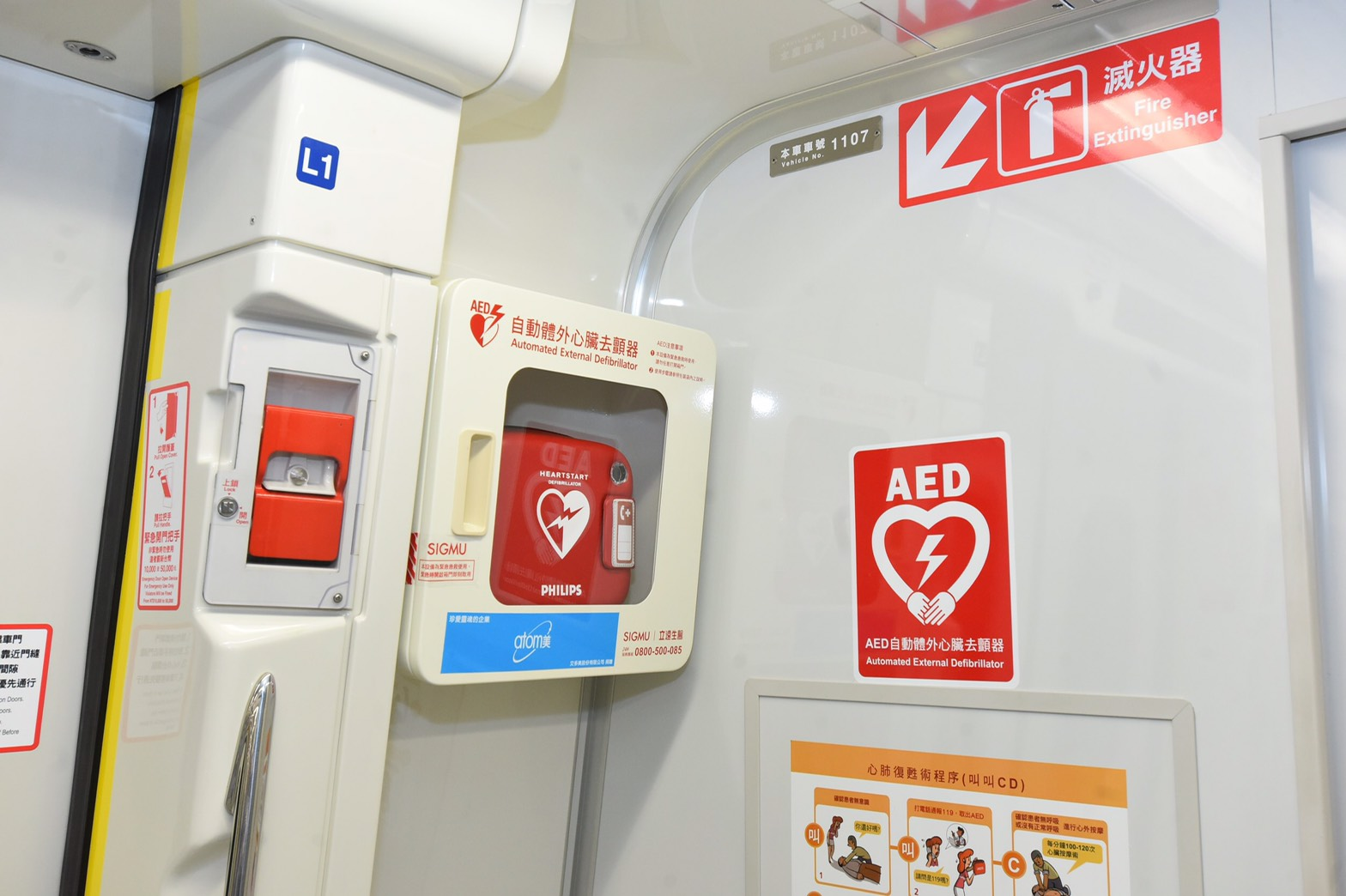
AED設備
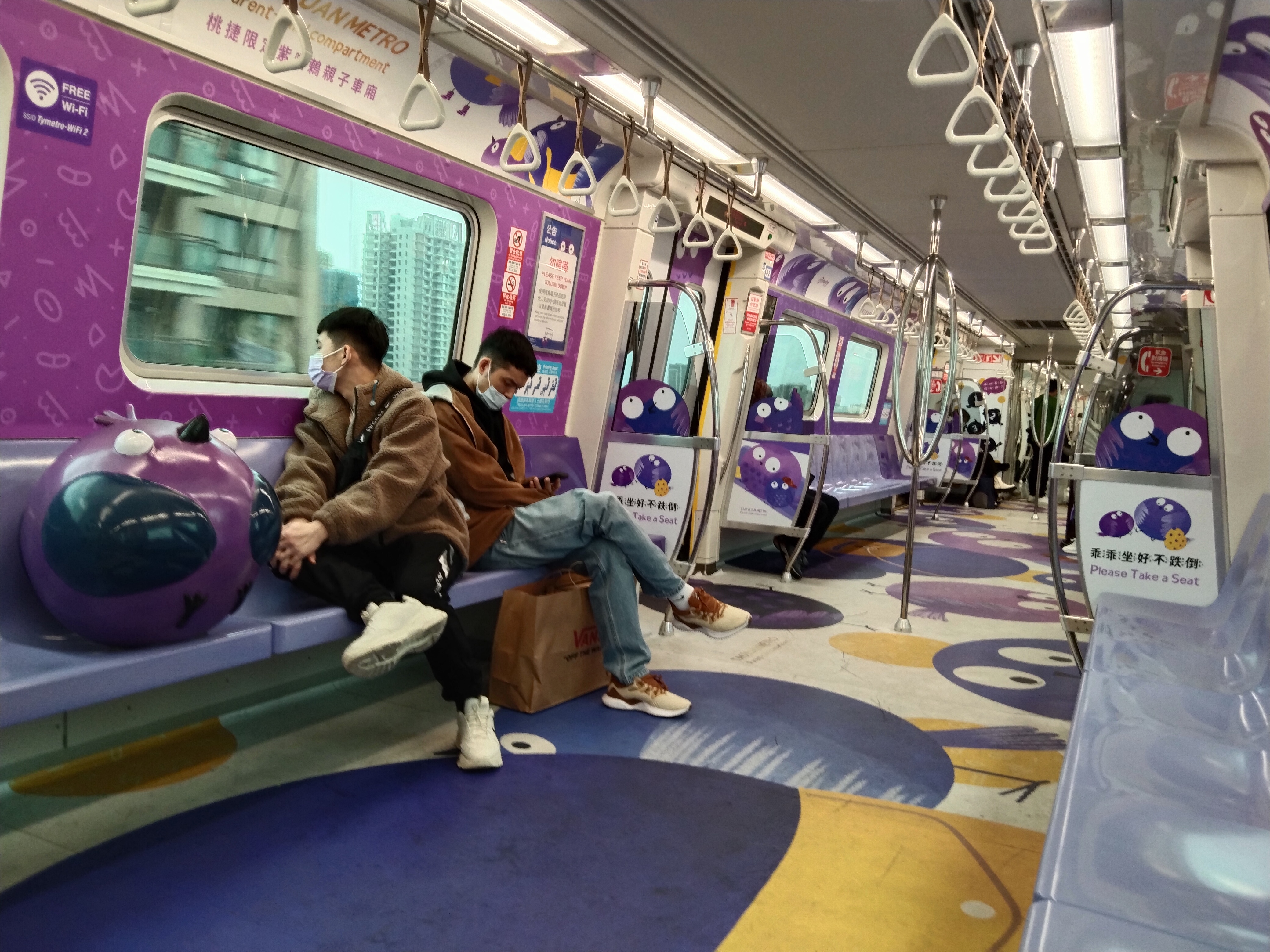
桃園機場捷運紫嘯鶇親子車廂
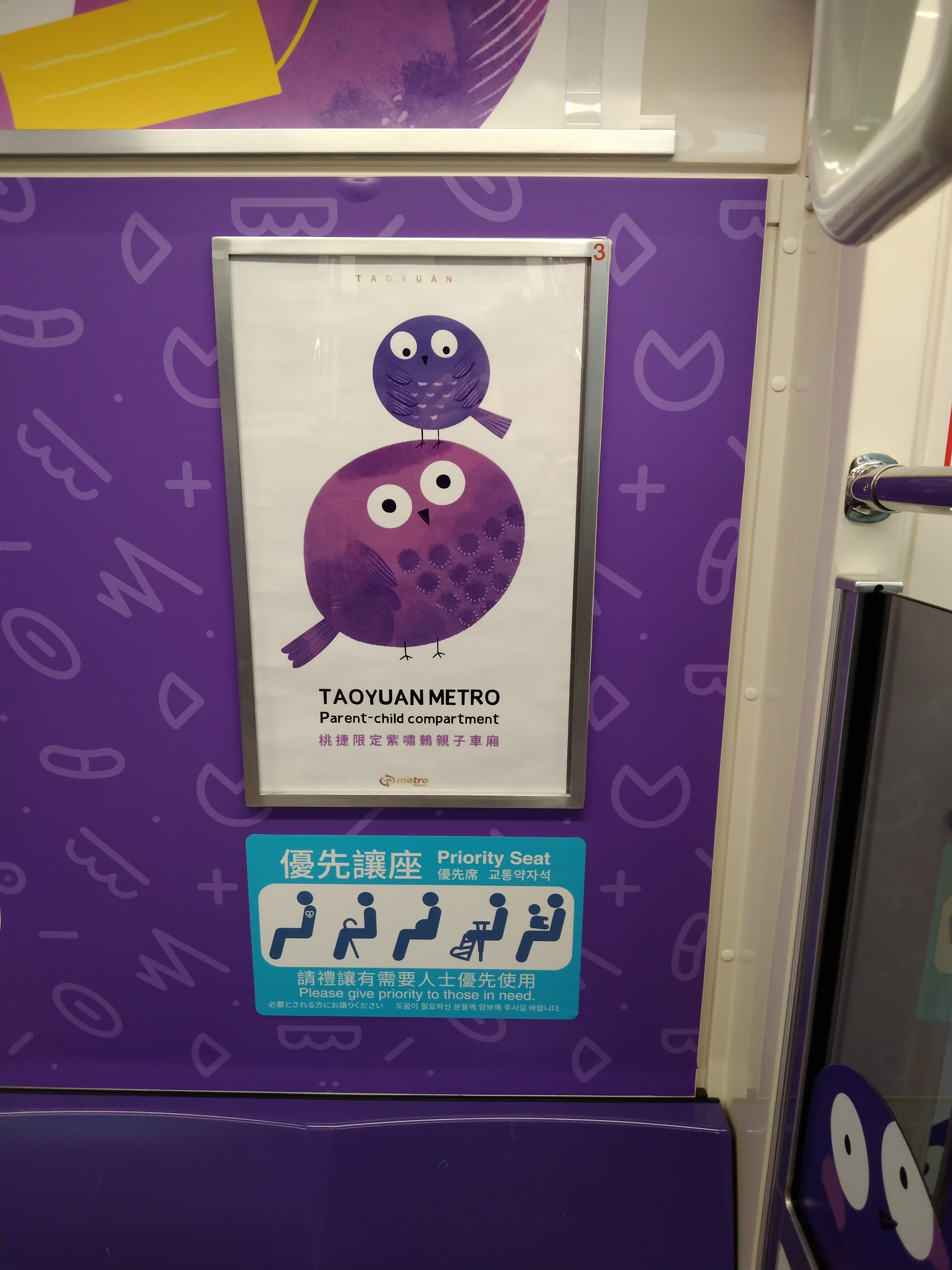
紫嘯鶇親子車廂告示